# Фрунзівка (Кам'янський район)
Фрунзівка (рос. Фрунзовка; рум. Frunzăuca) — село в Кам'янському районі в Молдові (Придністров'ї). Входить до складу Грушківської сільської ради. Є найпівнічнішим населеним пунктом ПМР.
Згідно з переписом населення 2004 року у селі проживало 31,6% українців.

## Географія
Розташоване південніше українського кордону в горбистій місцевості. В західній стороні протікає річка Вільшанка, що відділяє ПМР від України. На південний схід, на лівому березі Дністра знаходиться село Грушка. З ним Фрунзівка з'єднана асфальтованою дорогою.
Через село протікає невеликий потік - ліва притока Дністра. На ньому, на виїзді з Фрунзівки, стоїть дамба, що утворює водосховище (рівень води над морем 145,5 м).
На сході, за пагорбом розташоване село Окниця, що прилягає до кордону.